# Ergavia liraria
Ergavia liraria är en fjärilsart som beskrevs av Achille Guenée 1857. Ergavia liraria ingår i släktet Ergavia och familjen mätare. Inga underarter finns listade i Catalogue of Life.